# Eskimski jezici
Eskimski jezici (privatni kod: eski), grana eskimsko-aleutskih jezika kojima govore Eskimi u arktičkom području Sjeverne Amerike i nekoliko sela u susjednoj Rusiji na Čukotskom poluotoku. 
Eskimski jezici dijele se na dvije glavne skupine, inuitski i yupik jezici, svaka s po pet jezika: 
- Yupik jezici:
  - Sibirski:
    - Centralnosibirski yupik [ess]
    - Naukan yupik [ynk]
    - Sirenik yupik [ysr]

  - Aljaski: 
    - alutiiq ili koniag-chugach [ems]
    - kuskokwim yupik (bethel yupik) [esu]

- Inuitski jezici:[1]
  - Istočnokanadski Inuktitut [ike]
  - Zapadnokanadski Inuktitut [ikt]
  - Sjevernoaljaski Inupiatun [esi]
  - Sjeverozapadnoaljaski Inupiatun [esk]
  - Grenlandski ili kalaallisut [kal]

## Vanjske poveznice
- Ethnologue (14th)
- Ethnologue (15th)